# Juan Manuel de Aréjula
Juan Manuel Guillermo de Aréjula y Pruzet fue un cirujano y químico español que vivió entre los siglos XVIII y XIX. Juan Manuel Guillermo de Aréjula y Pruzet era hijo de Juan de Aréjula Burgos, natural de la pequeña villa de Fitero (Obispado de Tarazona), y de Francisca Pruzet Badel, natural de Nimes (Francia). El hecho del nacimiento de Juan Manuel en Lucena se debió a que su padre era el cirujano mayor del Regimiento de Dragones de Edimburgo destacado en dicha ciudad.

## Biografía
A los diecisiete años ingresó en el  para seguir la profesión paterna. Entre 1772 y 1776 permaneció en esta institución docente destinada a formar cirujanos navales. En 1775, siendo estudiante, se le nombró practicante en el ejército expedicionario de Argel y se le destinó a uno de los dos navíos-hospital y allí padeció el efecto de la severa derrota del ejército hispano; la asistencia sanitaria que se ofreció fue muy defectuosa como consecuencia, posiblemente, del imprevisto resultado militar. Durante los seis años siguientes a su graduación permaneció embarcado o en ultramar ejerciendo su profesión como cirujano.

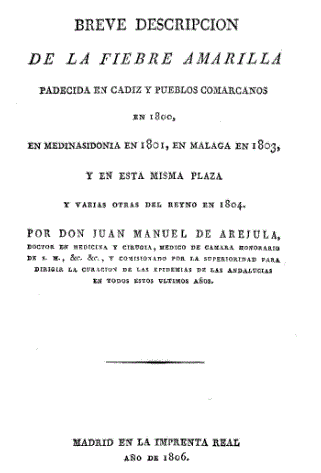
Portada Libro de Juan M. de Aréjula sobre la fiebre amarilla (1806)

Aréjula sería uno de los beneficiados de la Política científica de Carlos III, disfrutando de una pensión para desplazarse a París en 1784 y formarse en Química junto a una de las figuras más prestigiosas del momento: Antoine François de Fourcroy. Durante su estancia en Francia apareció el libro de Guyton de Morveau, Lavoisier, Berthollet y Fourcroy Méthode de nomenclature chimique (1787), en el que estos químicos franceses proponían una reforma del lenguaje de la química.

## Contribuciones
Entre 1789 y 1791 escribió un artículo con el título Memoria sobre una nueva y metódica clasificación de los fluidos elásticos, permanentes y gaseosos, cuya principal característica, a pesar de su título, no es presentar una nueva clasificación de los gases, sino las consideraciones de orden teórico que sustentaban el criterio en virtud del cual se realiza la nueva clasificación: para él el concepto de combustión que ya había esbozado en sus Reflexiones de 1788 y ahora mejoraba en su definición.
Aréjula se convirtió en uno de los médicos europeos con mayor experiencia en la fiebre amarilla y lo comunicó en varios libros y folletos, algunos de los cuales fueron traducidos al alemán, al italiano e incluso al latín. De sus obras se hicieron múltiples reseñas críticas y anuncios en distintos periódicos médicos europeos. 
Su obra magna llevó por título Breve descripción de la fiebre amarilla y fue publicada en 1806, si bien le fue censurado su capítulo XV —dedicado al problema de las fumigaciones— por no adecuarse a los intereses gubernamentales en esta materia.

## Honores
En febrero de 1801 fue nombrado protomédico de la ciudad de Cádiz; por Real Orden de 11 de marzo de 1804 el rey Carlos IV lo nombró médico de su Real Cámara.